# 張軏 (洪武進士)
張軏（？—？），陝西宝鸡县人，明朝政治人物、進士出身。

## 生平
洪武十八年（1385年），登乙丑科进士。任湖广道监察御史，后调任户部主事。因水灾受贿入罪。